# Дискография Gorillaz
Дискография группы Gorillaz состоит из 8 студийных альбомов, 2 сборников, 32 видеоклипов и 28 синглов.

## О дискографии
Первый альбом виртуальной английской группы Gorillaz, вышел в 2001 году и получил всемирную известность благодаря хитовому синглу «Clint Eastwood». Дебютная пластинка Gorillaz стала платиновой, было продано более 7 миллионов экземпляров. Позже проект был приостановлен на неопределённое время в связи с возвращением Деймона Албарна к работе с Blur.
В 2005 году был выпущен второй альбом Demon Days, содержавший новый хит «Feel Good Inc.» Пластинка стала дважды платиновой в США, а также была номинирована на получение премии Грэмми.
В 2007 году началась работа над третьим альбомом, который увидел свет лишь в 2010 году, получив название Plastic Beach. Пластинка привлекла к себе дополнительное внимание благодаря концертному туру, в котором приняли участие бывшие музыканты The Clash. Во время этого тура Албарн записал новый альбом, полностью созданный на собственном планшете iPad. В преддверии рождества пластинка была выпущена в цифровой форме для участников фан-клуба группы, а в 2011 году была издана официально под названием The Fall.
На протяжении следующих пяти лет группа не выпускала новых записей, вплоть до 2015 года, когда было объявлено о работе над очередным альбомом. В 2017 году вышел пятый студийный альбом Humanz, сопровождавшийся масштабным концертным туром. В 2018 году вышел шестой лонгплей Gorillaz The Now Now. В 2020 году группа выпустила седьмой альбом Song Machine, Season One: Strange Timez.
В 2023 был выпущен восьмой альбом группы Cracker Island.

## Студийные альбомы
| Год                                                                   | Альбом | Высшие позиции в хит-парадах | Высшие позиции в хит-парадах | Высшие позиции в хит-парадах | Высшие позиции в хит-парадах | Высшие позиции в хит-парадах | Высшие позиции в хит-парадах | Высшие позиции в хит-парадах | Высшие позиции в хит-парадах | Высшие позиции в хит-парадах | Высшие позиции в хит-парадах | Высшие позиции в хит-парадах | Высшие позиции в хит-парадах | Высшие позиции в хит-парадах | Высшие позиции в хит-парадах | Высшие позиции в хит-парадах | Высшие позиции в хит-парадах | Высшие позиции в хит-парадах | Высшие позиции в хит-парадах | Высшие позиции в хит-парадах | Высшие позиции в хит-парадах | Высшие позиции в хит-парадах | Сертификации                                     |
| Год                                                                   | Альбом | ВЕЛ                          | ЕВР                          | США                          | АВС                          | АВТ                          | КАН                          | ГЕР                          | ДАН                          | ИРЯ                          | ИСП                          | ИТА                          | НИД                          | НОЗ                          | НОР                          | ПОЛ                          | ПОР                          | ФИН                          | ФРА                          | ШВА                          | ЯПО                          | ШВЕ                          | Сертификации                                     |
| --------------------------------------------------------------------- | --- | ---------------------------- | ---------------------------- | ---------------------------- | ---------------------------- | ---------------------------- | ---------------------------- | ---------------------------- | ---------------------------- | ---------------------------- | ---------------------------- | ---------------------------- | ---------------------------- | ---------------------------- | ---------------------------- | ---------------------------- | ---------------------------- | ---------------------------- | ---------------------------- | ---------------------------- | ---------------------------- | ---------------------------- | ------------------------------------------------ |
| 2001                                                                  | Gorillaz - Выход: 26 марта - Лейблы: Parlophone, Virgin - Форматы: CD, LP, CS, ЦД                                                                     | —                            | —                            | —                            | —                            | —                            | —                            | —                            | —                            | —                            | —                            | —                            | —                            | —                            | —                            | —                            | —                            | —                            | —                            | —                            | —                            | —                            | Список - : Золотой - : Платиновый - : Платиновый |
| 2005                                                                  | Demon Days - Выход: 23 мая - Лейблы: Parlophone, Virgin - Форматы: CD, LP, CS, ЦД                                                                     | —                            | —                            | —                            | —                            | —                            | —                            | —                            | —                            | —                            | —                            | —                            | —                            | —                            | —                            | —                            | —                            | —                            | —                            | —                            | —                            | —                            |                                                  |
| 2010                                                                  | Plastic Beach - Выход: 8 марта - Лейбл: Parlophone, Virgin - Форматы: CD, LP, ЦД                                                                      | 3                            |                              |                              | 17                           | 3                            | —                            | 3                            | 4                            |                              |                              | 10                           | —                            | —                            | —                            | —                            | —                            | —                            | —                            | —                            | —                            | —                            |                                                  |
| 2011                                                                  | The Fall - Выход: 19 апреля - Лейблы: Parlophone, Virgin - Форматы: CD, LP, ЦД                                                                        | 3                            |                              |                              | 17                           | 3                            | —                            | 3                            | 4                            |                              |                              | 10                           | —                            | —                            | —                            | —                            | —                            | —                            | —                            | —                            | —                            | —                            |                                                  |
| 2017                                                                  | Humanz - Выход: 28 апреля - Лейблы: Parlophone, Warner Bros. - Форматы: CD, LP, ЦД                                                                    | 3                            |                              |                              | 17                           | 3                            | —                            | 3                            | 4                            |                              |                              | 10                           | —                            | —                            | —                            | —                            | —                            | —                            | —                            | —                            | —                            | —                            |                                                  |
| 2018                                                                  | The Now Now - Выход: 29 июня - Лейблы: Parlophone, Warner Bros. - Форматы: CD, LP, CS, ЦД                                                             | 3                            |                              |                              | 17                           | 3                            | —                            | 3                            | 4                            |                              |                              | 10                           | —                            | —                            | —                            | —                            | —                            | —                            | —                            | —                            | —                            | —                            |                                                  |
| 2020                                                                  | Song Machine, Season One: Strange Timez - Выход: 23 октября - Лейблы: Gorillaz Productions, Parlophone, Warner Records - Форматы: CD, LP, кассета, ЦД | 3                            | -                            | 12                           | 5                            | 9                            | 18                           | 9                            | —                            | 2                            | —                            | —                            | 5                            | —                            | —                            | —                            | —                            | —                            | —                            | —                            | —                            | —                            |                                                  |
| 2023                                                                  | Cracker Island - Выход: 23 февраля - Лейблы: Parlophone, Warner - Форматы: CD, LP, CS, ЦД                                                             | 1                            | —                            | 3                            | 2                            | 3                            | 6                            | 2                            | —                            | 1                            | —                            | —                            | —                            | 1                            | —                            | —                            | —                            | —                            | 3                            | —                            | —                            | 4                            |                                                  |
| «—» означает, что альбом не попал в чарт или не был выпущен в стране. | |                              |                              |                              |                              |                              |                              |                              |                              |                              |                              |                              |                              |                              |                              |                              |                              |                              |                              |                              |                              |                              |                                                  |

### Сборники
- 2001 — G-Sides
- 2007 — D-Sides[англ.]
- 2011 — The Singles Collection 2001—2011[англ.]

### Синглы
- «Clint Eastwood» (при участии Del the Funky Homosapien) (2001)
- «19-2000»[7](2001)
- «Rock The House» (при участии Del the Funky Homosapien) (2001)
- «Tomorrow Comes Today» (2002)
- «Feel Good Inc.» (при участии De La Soul) (2005)
- «Dare» (при участии Shaun Ryder) (2005)
- «Dirty Harry» (при участии Bootie Brown)(2005)
- «Kids With Guns» (2006)
- «El mañana» (2007)
- «Stylo» (при участии Bobby Womack и Mos Def)(2010)
- «Superfast Jellyfish» (при участии Gruff Rhys и De La Soul) (2010)
- «On Melancholy Hill» (2010)
- «Rhinestone Eyes» (2010)
- «Doncamatic» (при участии Daley) (2010)
- «Revolving Doors/Amarillo» (2011)
- «DoYaThing» (при участии André 3000 и James Murphy) (2012)
- «Saturnz Barz» (при участии Popcaan) (2017)
- «We Got the Power» (при участии Jehnny Beth) (2017)
- «Ascension» (при участии Vince Staples) (2017)
- «Andromeda» (при участии DRAM) (2017)
- «Let Me Out» (при участии Pusha T и Mavis Staples) (2017)
- «Sleeping Powder» (2017)
- «Strobelite» (при участии Peven Everett) (2017)
- «Garage Palace» (при участии Little Simz) (2017)
- «Humility» (при участии Джорджа Бенсона) (2018)
- «Lake Zurich» (2018)
- «Sorcererz» (2018)
- «Fire Flies» (2018)
- «Hollywood» (при участии Jamie Principle и Snoop Dogg) (2018)
- «Tranz» (2018)
- «Momentary Bliss» (при участии Slowthai и Slaves) (2020)
- «Désolé» (при участии Fatoumata Diawara) (2020)
- «Aries» (2020)
- «How Far?» (при участии Skepta и Tony Allen) (2020)
- «Friday 13th» (при участии Octavian) (2020)
- «Pac-Man» (при участии Schoolboy Q) (2020)
- «Strange Timez» (при участии Роберта Смита) (2020)
- «The Pink Phantom» (при участии Элтона Джона и 6lack) (2020)
- «The Valley of the Pagans» (при участии Beck) (2020)
- «Cracker Island» (при участии Thundercat) (2022)
- «New Gold» (при участии Tame Impala и Bootie Brown) (2022)
- «Baby Queen» (2022)
- «Skinny Ape» (2022)
- «Silent Running» (при участии Adeleye Omotayo) (2023)

## Видеоклипы
| Дата       | Песня                      | Режиссёр                                            |
| ---------- | -------------------------- | --------------------------------------------------- |
| 29.01.2000 | «Tomorrow Comes Today»     | Джейми Хьюлетт Пит Кэндилэнд                        |
| 26.02.2000 | «Clint Eastwood»           | Джейми Хьюлетт Пит Кэндилэнд                        |
| 18.06.2001 | «19-2000»                  | Джейми Хьюлетт Пит Кэндилэнд                        |
| 24.09.2001 | «Rock the House»           | Джейми Хьюлетт Пит Кэндилэнд                        |
| 2002       | «Lil' Dub Chefin'»         |                                                     |
| 2004       | «Rockit»                   |                                                     |
| 21.03.2005 | «Feel Good Inc.»           | Джейми Хьюлетт Пит Кэндилэнд                        |
| 11.07.2005 | «Dare»                     | Джейми Хьюлетт Пит Кэндилэнд                        |
| 24.10.2005 | «Dirty Harry»              | Джейми Хьюлетт Пит Кэндилэнд                        |
| 13.03.2006 | «El Mañana»                | Джейми Хьюлетт Пит Кэндилэнд                        |
| 01.03.2010 | «Stylo»                    |                                                     |
| 30.04.2010 | «Superfast Jellyfish»      |                                                     |
| 14.06.2010 | «On Melancholy Hill»       |                                                     |
| 15.11.2010 | «Doncamatic»               |                                                     |
| 22.12.2010 | «Phoner to Arizona»        |                                                     |
| 29.02.2012 | «DoYaThing»                |                                                     |
| 19.01.2017 | «Hallelujah Money»         |                                                     |
| 27.03.2017 | «Saturnz Barz»             |                                                     |
| 07.08.2017 | «Strobelite»               |                                                     |
| 31.05.2018 | «Humility»                 | Джейми Хьюлетт Тим МакКорт Макс Тейлор Эван Сильвер |
| 13.09.2018 | «Tranz»                    | Джейми Хьюлетт Никос Ливси                          |
| 30.01.2020 | «Momentary Bliss»          | Джейми Хьюлетт Тим МакКорт Макс Тейлор              |
| 27.02.2020 | «Désolé»                   | Джейми Хьюлетт Тим МакКорт Макс Тейлор              |
| 09.04.2020 | «Aries»                    | Джейми Хьюлетт Тим МакКорт                          |
| 09.06.2020 | «Friday 13th»              | Джейми Хьюлетт Тим МакКорт Макс Тейлор              |
| 20.07.2020 | «PAC-MAN»                  | Джейми Хьюлетт Тим МакКорт Макс Тейлор              |
| 09.09.2020 | «Strange Timez»            | Джейми Хьюлетт Тим МакКорт Макс Тейлор              |
| 01.10.2020 | «The Pink Phantom»         | Джейми Хьюлетт Тим МакКорт Макс Тейлор              |
| 05.11.2020 | «The Valley of the Pagans» | Джейми Хьюлетт Тим МакКорт Макс Тейлор              |
| 24.12.2020 | «The Lost Chord»           | Джейми Хьюлетт Тим МакКорт Макс Тейлор              |
| 22.06.2022 | «Cracker Island»           | Джейми Хьюлетт Fx Goby                              |
| 08.02.2023 | «Silent Running»           | Джейми Хьюлетт Fx Goby                              |